# Ark (album, The Animals)
Ark je poslední studiové album skupiny The Animals. Album vyšlo během reunionu klasické sestavy této skupiny v roce 1983.

## Seznam skladeb
| Pořadí | Název                 | Autor                                   | Délka |
| ------ | --------------------- | --------------------------------------- | ----- |
| 1.     | Loose Change          | Steve Grant                             | 3:01  |
| 2.     | Love Is for All Time  | Burdon, Everitt, Wilson                 | 4:23  |
| 3.     | My Favourite Enemy    | Grant                                   | 3:46  |
| 4.     | Prisoner of the Light | Burdon, Raskin, Sterling                | 4:09  |
| 5.     | Being There           | Geniwells                               | 3:29  |
| 6.     | Hard Times            | Burdon, Sterling                        | 2:55  |
| 7.     | The Night             | Burdon, Evans, Sterling                 | 3:55  |
| 8.     | Trying to Get You     | Rose Marie McCoy, Charlie Singleton     | 4:16  |
| 9.     | Just Can't Get Enough | Burdon, Sterling                        | 3:54  |
| 10.    | Melt Down             | Everett, Everitt, Wilson                | 3:08  |
| 11.    | Gotta Get Back to You | Everett, Everitt, Wilson                | 2:42  |
| 12.    | Crystal Nights        | Anthony, Burdon, Lewis, Sterling, Evans | 4:12  |
| 13.    | No John No            | Alan Price, Jarrow                      | 4:18  |

## Sestava
The Animals
- Eric Burdon – zpěv
- Hilton Valentine – kytara
- Alan Price – klávesy, doprovodný zpěv
- Chas Chandler – baskytara, doprovodný zpěv
- John Steel – bicí

Ostatní
- Zoot Money – klávesy
- Steve Grant – kytara, syntezátor, doprovodný zpěv
- Steve Gregory – tenorsaxofon, barytonsaxofon
- Nippy Noya – perkuse